# Ernst Kasper
Ernst Kasper (* 25. August 1935 in Trier; † 25. Juli 2008 in Aachen) war ein deutscher Architekt und Hochschullehrer.

## Leben
Ernst Kasper studierte von 1956 bis 1963 Architektur an der RWTH Aachen. Nach einer Zeit als Assistent am Schulbauinstitut von Fritz Eller an der RWTH Aachen eröffnete er 1964 in Aachen sein eigenes Atelier, in verschiedenen Partnerschaften u. a. mit Klaus Klever (1972–2003). Er gewann zahlreiche architektonische Wettbewerbe; vor allem mit seinen Bildungsbauten wurde er bekannt.
1971 erhielt er einen Ruf auf die Professur für Baukunst an die Kunstakademie Düsseldorf. 2000 wurde er emeritiert. Seit 2000 lehrte er an der Universidad Austral de Chile in Valdivia, Chile; 2007 wurde er dort zum außerordentlichen Professor ernannt.

## Schüler
- Ralf Schulte-Ladbeck
- Thomas Kesseler
- Marcus Schwier